# St. Lucia (Zell)
St. Lucia ist die katholische Pfarrkirche im Ortsteil Zell von Neuburg an der Donau in Oberbayern.

## Gebäude

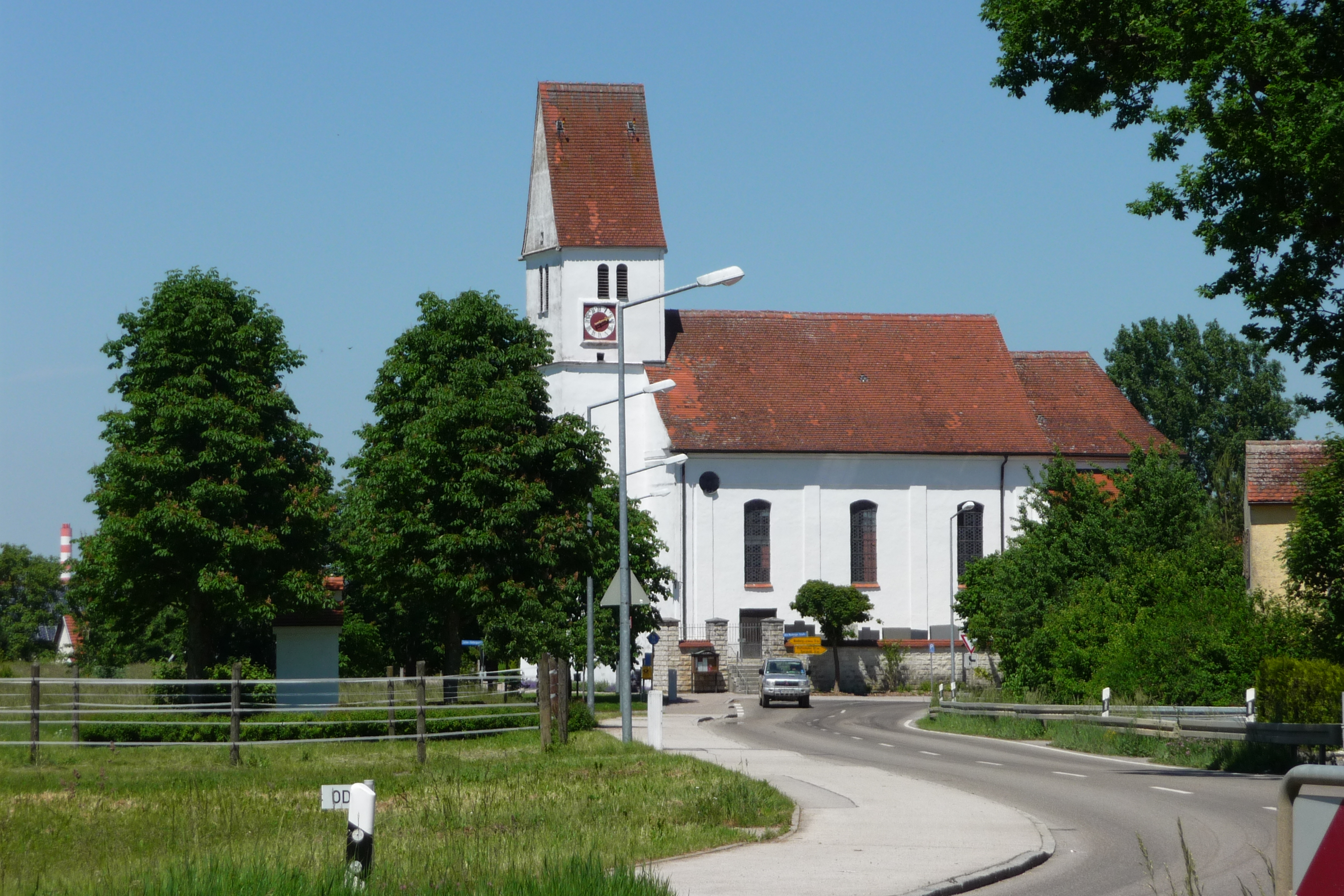
Pfarrkirche von Zell

Die katholische Pfarrkirche St. Luzia ist räumlich gesehen, durch die Umsiedlung der Gehöfte, etwas ins Abseits gerückt, aber nach wie vor der religiöse Mittelpunkt der Gläubigen. Seit wann die Pfarrei besteht und wann die erste Kirche hier gebaut wurde, ist unbekannt. Schon 1318 bestätigte König Ludwig dem Neuburger Nonnenkloster die Rechte, die das Kloster auch am Dorf Zell hatte.
Das heutige Gotteshaus verdanken die Gläubigen ihrem einstigen Pfarrer Dr. Claudius Kirchbauer. Er ließ die Kirche fast ganz auf seine Kosten errichten – viel schöner und größer als die alte – und stiftete eine neue Glocke. Auf 1739 ist die Weihe des Sakralbaues datiert, das Chronostichon über dem Chorbogen bezieht sich darauf. 
Die Kirche ist im Stil barock. Viele Putten und zahlreiche Heiligenfiguren beleben den Innenraum. Über dem Tabernakel des Hochaltars steht eine lebensgroße Figur der Patronin der Pfarrei, der heiligen Luzia.

## Turm und Turmuhr

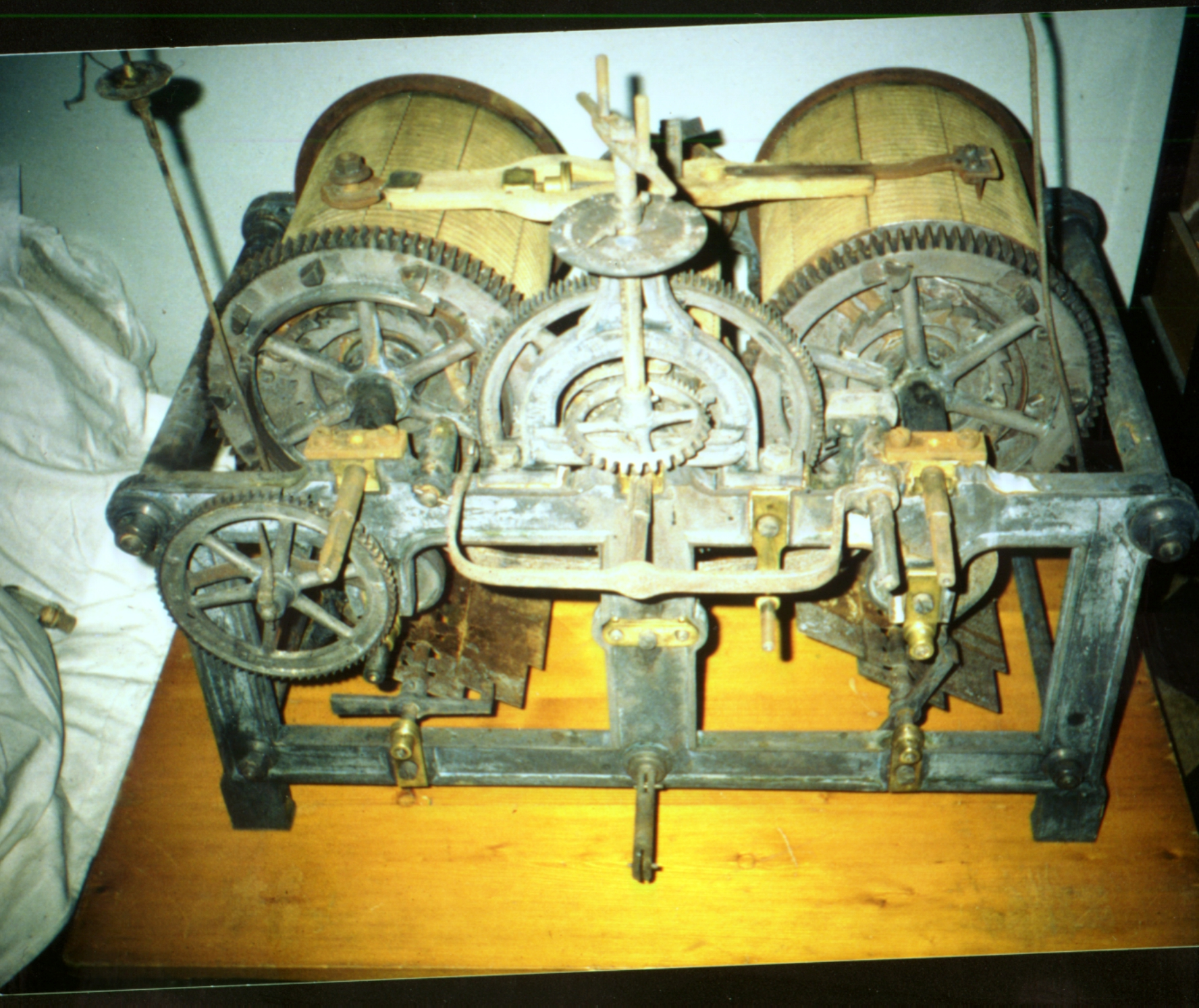
Räderuhr der Pfarrkirche Zell aus dem Jahre 1872

Das älteste Stück Mauerwerk ist wohl der Kirchturm. Eine Steintafel auf der Westseite gibt das Alter an: Erbaut 1480. Die Zeller nahmen dies zum Anlass, das fünfhundertjährige Jubiläum kirchlich zu feiern. Einen Teil des Turmes zerstörten die Schweden während des Dreißigjährigen Krieges. Das Glockengeschoss mit dem Satteldach dürfte deshalb erst nach 1648 errichtet worden sein.
Die Glocken sind nicht nur ein ehrwürdiges Metall, sie sind der Rufer zum Gebet und Kirchgang. Mindestens 479 Jahre musste der Mesner immer pünktlich zur Stelle sein, um die Gläubigen zum Gebete zu mahnen. 1959 ereilte auch dem Kirchturm die „Neuzeit“, das Glockenseil hatte ausgedient und wurde durch ein elektrisches Geläute ersetzt.
Eine Räderuhr auf dem Turm war bisher der öffentliche Zeitmesser. Eine Reparaturrechnung von 1779 bestätigt dies. Die Zeiger wurden vergoldet und die Uhr mit einem Schlagwerk versehen, erst ab jetzt gab es für die viertel- und die ganzen Stunden einen Glockenschlag.
Die Uhren hatten damals noch keine Präzision und waren sehr ungenau. Deshalb holten sich die Bürger der Pfarrei Zell 1872 die Genehmigung zum Kauf eines neuen Uhrwerks. Nach 87 Jahren durfte diese Räderuhr wieder ihren Dienst quittieren. Mit dem elektrischen Geläute im Jahre 1959 musste auch eine elektrische Uhr mit einem automatischen Schaltwerk eingebaut werden.

### Glocken und ihr Kriegstribut

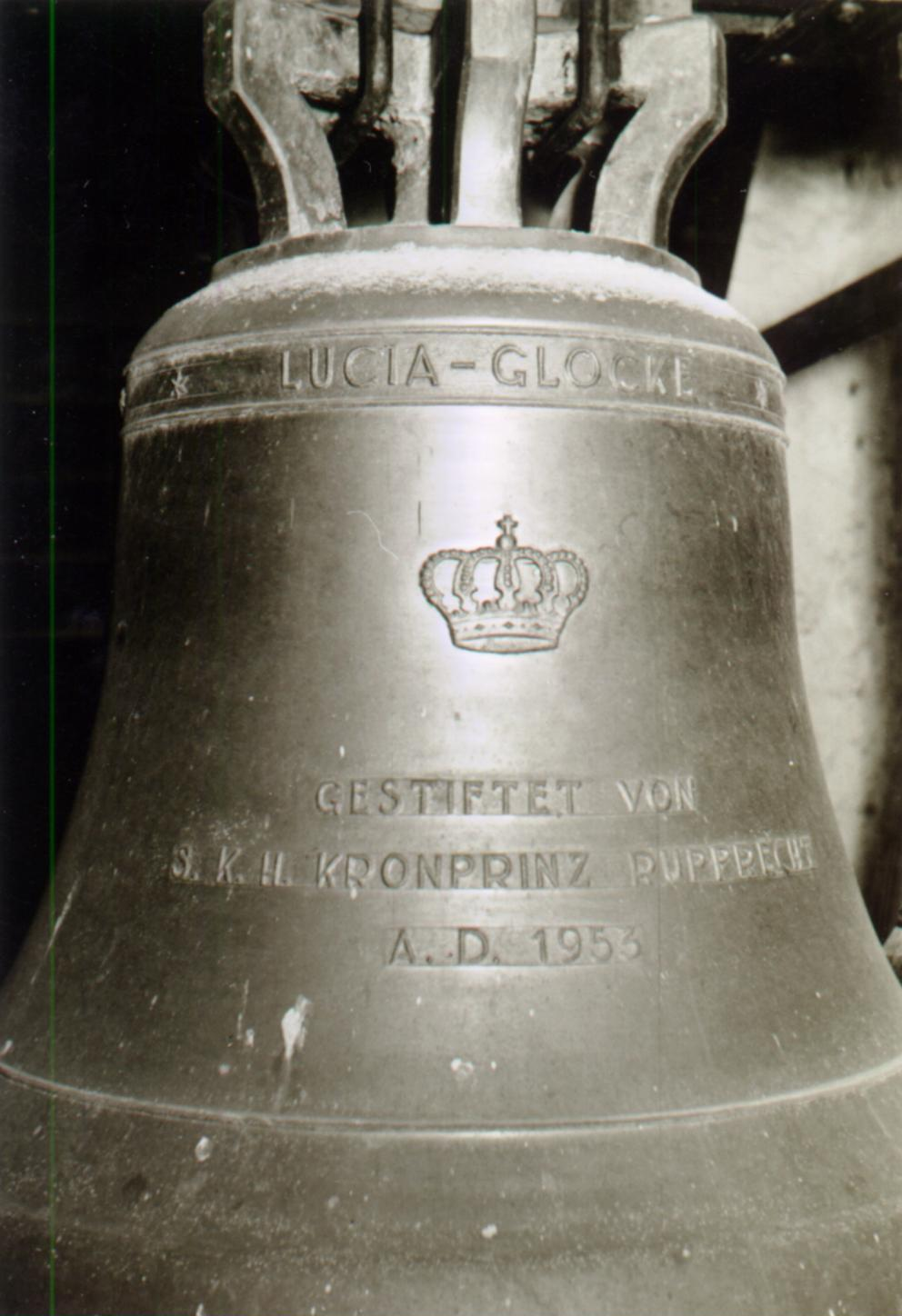
Luzia-Glocke, gestiftet von Kronprinz Rupprecht, geweiht 1953

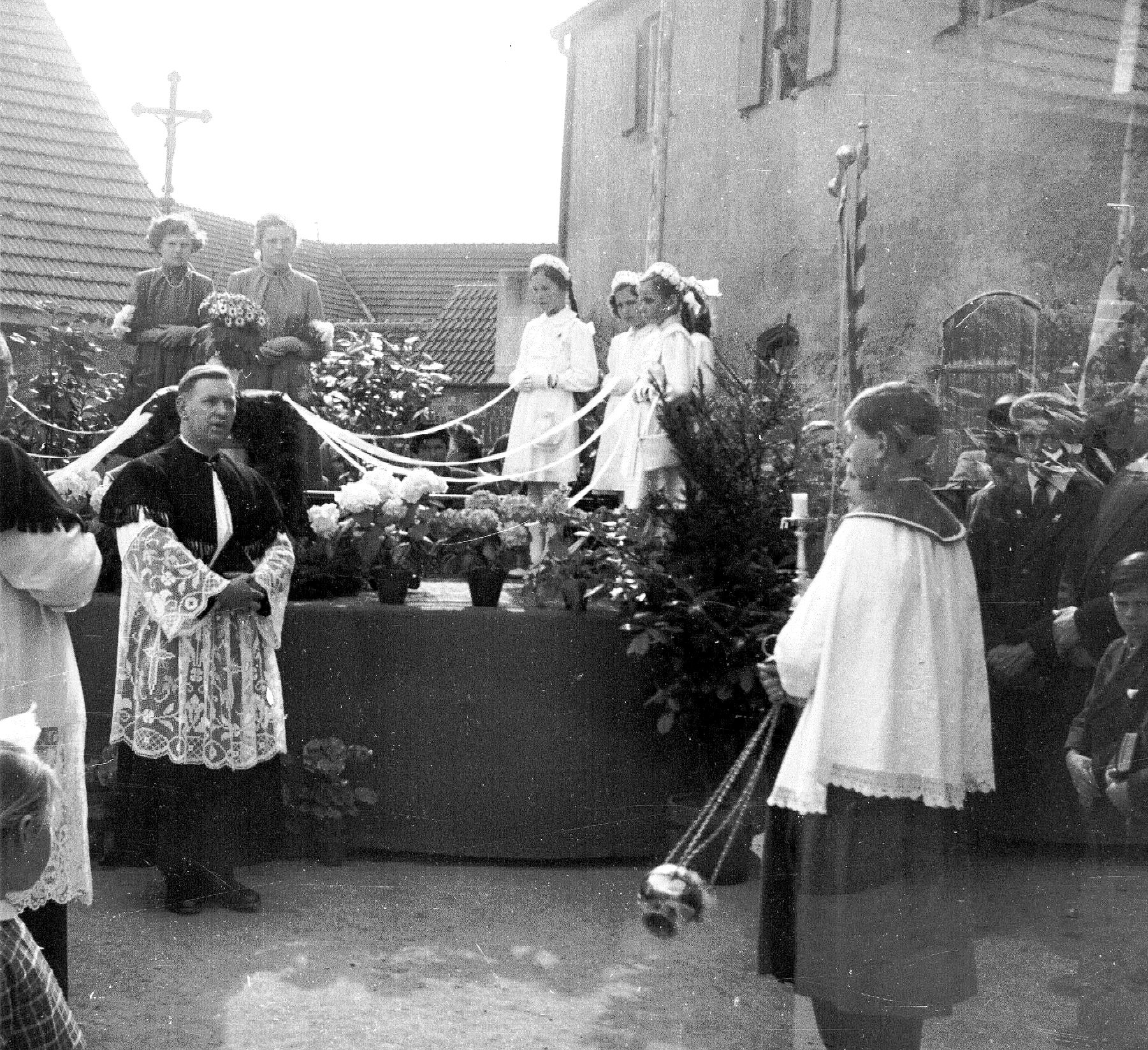
Glockenweihe 1956 mit Ortspfarrer Georg Reiner

Eine Kirche ohne Glocken wäre in unserem christlichen Abendlande unvorstellbar, sie sind die Stimme des Herrgotts. Doch die Zeiten stellten sich manchmal in die Quere und raubten die ehernen Gesellen.
Lange Zeit war der Kirchturm von Zell mit zwei Glocken bestückt. Vor dem Ersten Weltkrieg war es bereits ein 3-er Geläute. Die größte Glocke stammte aus dem Jahre 1843 und wurde von Ignatz Beck in Augsburg gegossen, die zweite stammte aus dem Jahre 1558 und war ein Werk von Hans Glockengießer aus Nürnberg, die dritte leistete seit 1506 ihre Dienste. Da kam der Erste Weltkrieg. Metall wurde Mangelware und so musste die größte Glocke aus dem Jahre 1843 abgeliefert werden. Ein Chronist datierte den Zeitpunkt der Abnahme auf den 8. August 1917. Es gab sogar eine Entschädigung, das Kilo wurde mit 4,50 Mark vergütet, was einen Gesamtwert von 2650,50 Mark entsprach.
Lange Zeit begnügte sich nun die Pfarrei mit dem Zweier-Geläute. Im Jahre 1933 wurde der Wunsch nach einem neuen und größeren Geläute laut. Die beiden vorhandenen Glocken aus den Jahren 1558 und 1506 sollten dafür eingeschmolzen werden. Aber das Landesamt für Denkmalpflege machte nicht mit. Jetzt wurde die Glocke von 1558 mit eingebunden. Die Glocke aus dem Jahre 1506 bekam die Kapelle in Bruck als Geschenk.
Am Sonntag, den 4. Oktober 1933 wurde das neue Geläut eingeweiht. Vereine, Schulkinder und der Kirchenchor, sowie zahlreiche Gläubige gaben den festlichen Rahmen. Am Kirchweihsonntag 1933 ertönten erstmals die Glocken in neuer Besetzung. Am 4. Januar 1934 bekam der neue Glockenstuhl bei einem Probeläuten das Prädikat „in Ordnung“. Auch der Zweite Weltkrieg schrieb Glockengeschichte auf seine Art. Im Jahre 1942 wurden die Kirchtürme wieder beraubt. Inzwischen hatte Zell ein Vierergeläute. Drei Glocken mussten abgeliefert werden, darunter die alte aus dem Jahre 1558, die bereits einen Sprung hatte. Nur die Sebastian-Glocke aus dem Jahre 1933 blieb einsam im Turm.
Und wieder raffte sich die Kirchengemeinde auf zu einem neuen Geläute. Und das Glück stand zur Seite. Kronprinz Rupprecht von Bayern stiftete die beiden Glocken. Es war eine zwölf Zentner (600 kg) schwere Rupprechtsglocke sowie die Luziaglocke mit einem Gewicht von 7 ½ Zentner (375 kg). Dieses Geläute ist ein Dankeschön an die Pfarrei Zell für die gute Betreuung und die Gottesdienste auf dem Gut Rohrenfeld.
Höhepunkt war Sonntag, 12. Juli 1953 mit dem Festakt der Glockenweihe. Prinz Joseph Clemens von Bayern war der prominente Vertreter des Wittelsbacher Hauses. Auch Landrat Gaßner aus Neuburg war zugegen, Dekan Ferdinand Wachter aus Untermaxfeld übernahm das kirchliche Zeremoniell.
Am 29. April 1956 standen in Zell die Glocken abermals im Mittelpunkt. Das kinderlose Ehepaar Maria Vonficht und ihr verstorbener Ehemann Anton stifteten eine Glocke, die St. Anton und Maria geweiht wurde. Glockengießer war die Glockengießerei Czudnochowsky aus Erding. Wieder war Dekan Ferdinand Wachter aus Untermaxfeld mit dem Weiheakt beauftragt. Am nächsten Tag gab es bereits ein viertelstündiges Probeläuten im Viererklang. Heute noch besteht das Viererteam aus der Rupprechts-, der Luzia-, der Sebastian- sowie der Antonius-Maria-Glocke.

## Kircheninnere

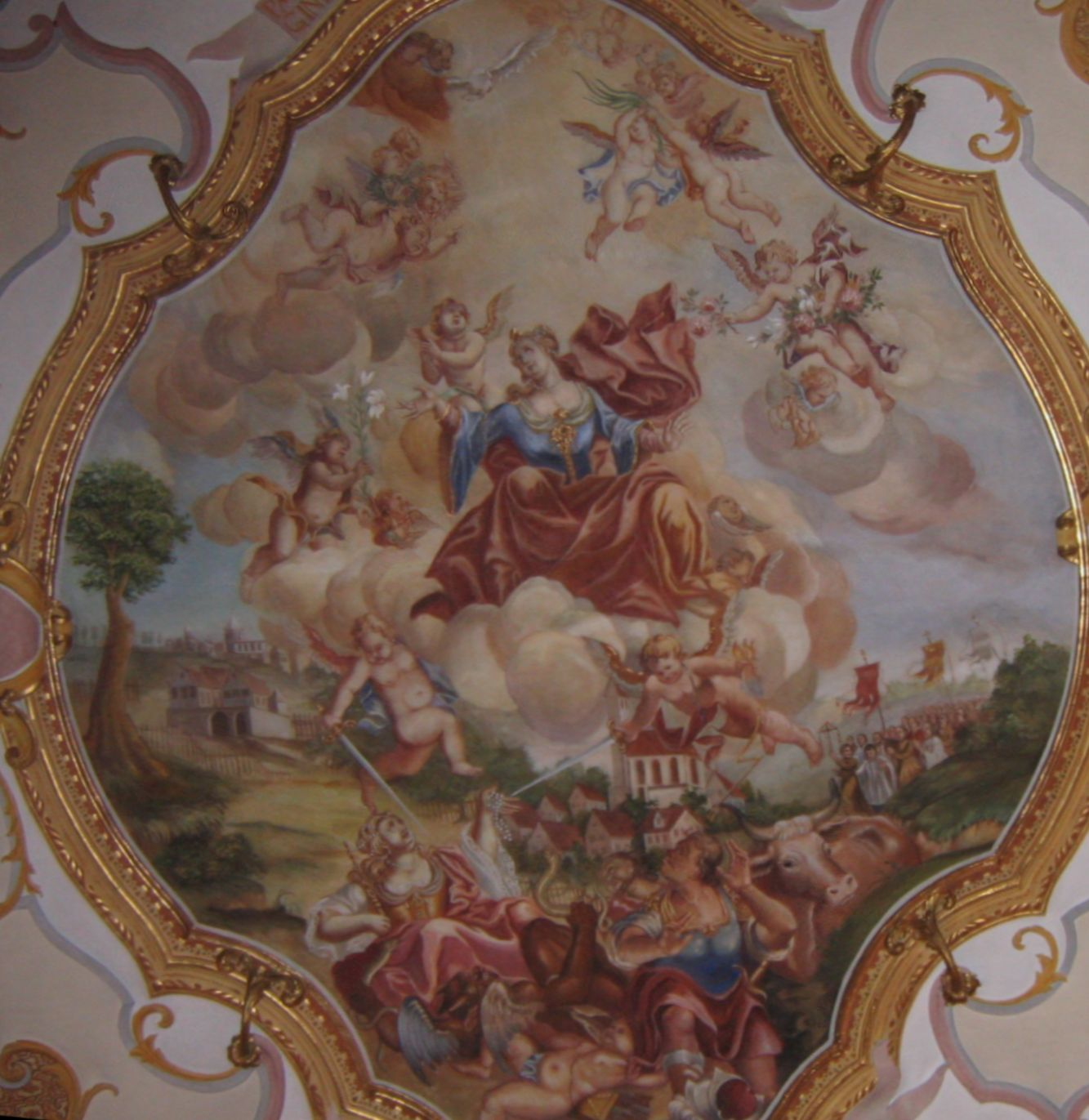
Deckenfresco mit St. Luzia

Schutzpatronin der Kirche ist St. Luzia. Zahlreiche Gemälde bereichern das Gotteshaus und schildern das Leben der Heiligen und ihr Martyrium. Die Darstellungen sind ausführlich durch lateinische Schriften erläutert. Ein Schmuckstück ist das Deckenfresko im Kirchenschiff und erinnert an den Religionswechsel im Jahre 1617. Das Gemälde schildert, wie in einer Prozession die katholische Religion wieder nach Zell gebracht wurde. Bildhauer und Maler der Kirche sind unbekannt.

## Pfarrsprengel
Seit eh und je hatte Zell einen Pfarrhof und war auch der Sitz des Pfarrers. In der Pfründestatistik der Diözese Augsburg aus dem Jahre 1906 wird das Sprengel der Pfarrei genau beschrieben. Es umfasste die beiden politischen Gemeinden Zell und Bruck, so wie sie vor der Gebietsreform bestanden haben. Zur Gemeinde Zell zählten auch die Filialen Rothheim, Zitzelsheim, das Jagdschloss Grünau, der Weiler Längenmühle sowie Marienheim mit Rödenhof. Die Gemeinde Bruck umfasste auch den Ort Maxweiler und den Bahnhof Rohrenfeld. Außerdem ist der Ort Rosing der Pfarrei Zell angegliedert. Das Gut Rohrenfeld war zu dieser Zeit noch in der Pfarrei Weichering eingegliedert und kam erst 1916 kirchlich nach Zell.
Die Pfarrei St. Luzia liegt in der Diözesanregion Altbayern und im Dekanat Neuburg-Schrobenhausen. Sie bildet mit St. Ulrich in Neuburg eine Pfarreiengemeinschaft und wird von dort aus betreut.

## Pfarrhof

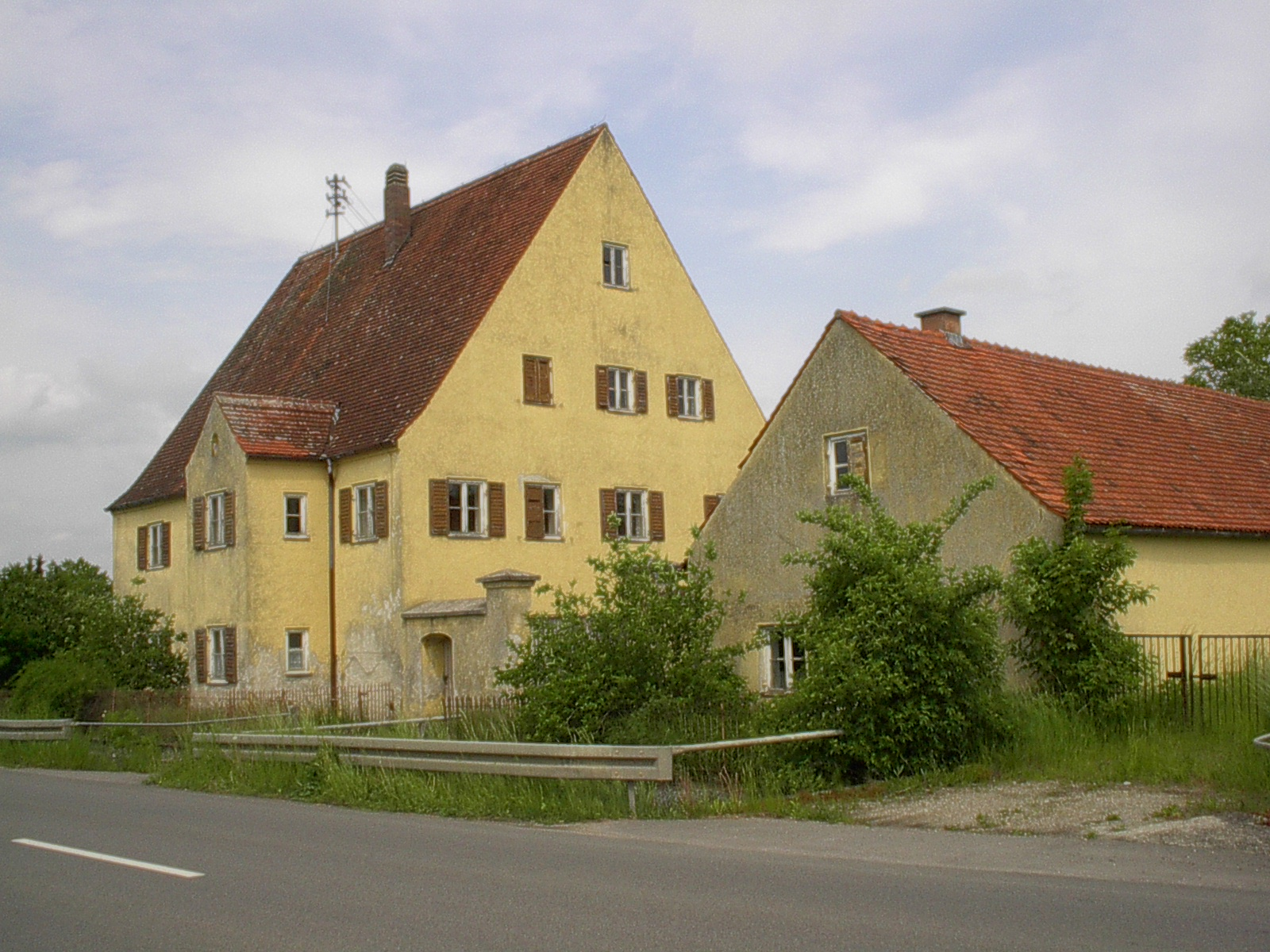
Der denkmalgeschützte Pfarrhof

Der Pfarrhof von Zell ist ein ehrwürdiges Denkmal. Eigentlich sollte er abgerissen werden, aber aufgrund seines Alters steht er unter Denkmalschutz. Letzter Bewohner war Pfarrer Georg Reiner, der 1980 starb.
Im Jahr 1612 meldet ein Visitationsbericht, dass das Gebäude in einem sehr schlechten Zustand ist, es regnet überall herein. Aber es ist keine Abhilfe in Sicht. Noch Ende des 17. Jahrhunderts waren der Pfarrhof und das Ökonomiegebäude ruinös. Von 1799 bis 1816 schufteten die Handwerker, das Gebäude ist eine ständige Baustelle. Pfarrer Bihl streckt das Geld vor und rechnet 1816 mit der Pfarrei ab.
Die Koalitionskriege von 1800 bis 1815, das Hungerjahr 1816 und eine weitere Missernte 1817 setzten den Pfarrangehörigen schwer zu. Trotz alledem wurde nicht nur repariert, sondern auch ein neuer Pfarrstadel erbaut.
Doch um 1830 wieder die gleichen Klagelieder. Für eine gute Ernte ist das Gebäude viel zu klein, der Knecht muss sogar im Pferdestall nächtigen. Erst 1840 wurden Reparaturen vorgenommen, 1871 und 1956 waren weitere große Renovierungen. Die elektrische Beleuchtung wurde in Zell 1913 installiert, doch dem Pfarrer verweigert. Ihm wurde dies erst 1921 zugestanden.
Heute steht der Pfarrhof einsam da, denn die umliegenden Gebäude wurden wegen der Fluggefahr abgebrochen. Der denkmalgeschützte Pfarrhof ist zurzeit unbewohnt.

## Kirchliche Persönlichkeiten

### Georg Claudius Kirchbauer

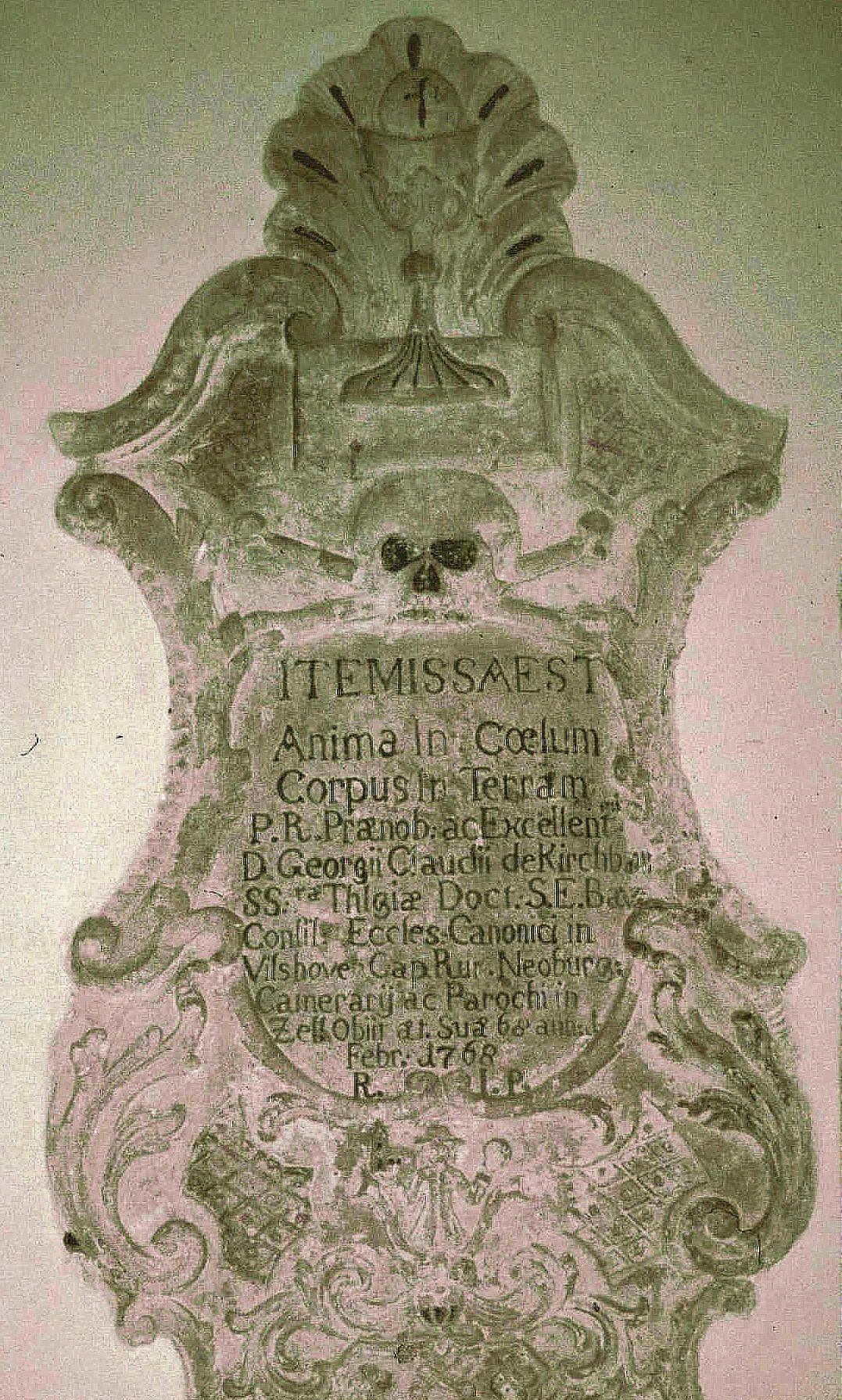
Gedenkstein für den Erbauer der Pfarrkirche Zell, Dr. Claudius Kirchbauer

Er zählt wohl zu den markantesten Zeller Geistlichen, der immer noch bei den Bürgern in Erinnerung ist. Kirchbauer war nicht nur Geistlicher, er war auch wohlhabend. Er ließ fast ganz auf seine Kosten die Zeller Kirche bauen, heißt es im Neuburger Kollektaneenblatt. Er konnte ein Witzbold sein. So wurde er einmal gefragt, warum er nur die Kirche gebaut hat und nicht auch den Turm, so meinte er schlagfertig: „Ich heiße doch Kirchbauer und nicht Turmbauer“.
Kirchbauer wurde am 17. April 1700 in Monheim als Sohn des dortigen Stadtschreibers geboren. Er studierte in Neuburg Philosophie und in Ingolstadt Theologie. 1718 stellte er bei seiner Disputation in Freising 55 Lehrsätze auf, die sich später in der Zeller Kirche auf einer Tafel befanden, aber heute nicht mehr vorhanden sind. Von 1720 bis 1723 weilte der junge Priester in Rom, um dort das weitere Studium zu absolvieren. Er wurde in jungen Jahren „Doktor der heiligen Theologie“. Seine Doktorarbeit liegt heute noch im Münchner Staatsarchiv auf. Kirchbauer bereiste ganz Italien, sah sich Konstantinopel an und weilte an den geweihten Stätten. Seine Wanderfahrten legte er schriftlich nieder. 1731 übernahm Kirchbauer die Pfarrei Zell, zu der die beiden Gemeinden Zell und Bruck zählten. Jetzt konnte er nochmals seine ganze Kraft entfalten. 1739 ließ er die Kirche bauen (ohne den Turm, der viel älter ist und heute noch steht) und spendierte dazu eine Glocke im Wert von 1800 Gulden, die in Straubing gegossen wurde. Zwölf Bilder mit den Aposteln schmückten einst die Kirche, die ebenso von Kirchbauer stammten. Er ließ sich dabei als Judas Thaddäus in der scharlachroten Alumnenkleidung abbilden.
Der Seelenhirte genoss großes Ansehen und wurde zum kurfürstlichen Rat ernannt. 1746 wählten ihn seine Amtsbrüder zum Kämmerer des Kapitels Rain-Neuburg. Seit dem 13. April 1750 wurde er als Kanonikus des Kollegiatstifts St. Johann Baptist in Vilshofen, Diözese Passau, aufgenommen. Am 27. April 1750 wurde er zum Geistlichen Rat ernannt, am 1. Februar 1768 ist er gestorben. Am Kircheneingang wurde ihm ein schmucker Gedenkstein gewidmet. Am Anfang der Tafel ist zu lesen: Ite Missa est, also „Gehet, es ist die Entlassung“. Und weiter ist in Stein gemeißelt: Anima in Coelum, Corpus in Terram, „die Seele [ist] im Himmel, der Leib in der Erde“. Den Abschluss setzen die drei Buchstaben „R. I. P.“, „Ruhe in Frieden“.

### Franziskus Antonius Kopp
Sein Leben und seine Amtszeit waren kurz. Eine Gedenktafel widmete ihm die Pfarrei, die uns ein paar Geheimnisse lüften. Er war Pfarrer zu Großmehring und übernahm 1768 die Pfarrei mit den Orten Zell und Bruck. Kopp erbaute den Pfarrhof neu. „Er war sehr eifrig und ist in Frömmigkeit gestorben“, jedoch allzu früh, denn er war erst 48 Jahre.

### Pfarrer Joseph Sebastian Vogl
Er war zehn Jahre Benefiziat in Langenmosen, acht Jahre Pfarrer in Gennach bei Schwabmünchen und übernahm zum 1. Juli 1770 die Pfarrei Zell. Vogl wird als ein Menschenfreund geschildert, der ein untadeliges Wesen besitzt. Er setzte sich in besonderen Maße für das Schulwesen ein und förderte es. Mehrere hilflose Kinder verpflegte er großteils und versorgte Notleidende mit Speisen und Getränken. Er kümmerte sich um die Kranke, bezahlte die Medikamente, rief den Arzt und übernahm die Kosten.
Durch seine Gutmütigkeit ist der Seelenhirte selbst in Bedrängnis gekommen und in Schulden gestürzt. Der Malteserorden wollte nun helfen und richtete ein Bittschreiben an den Reichsgrafen. In dem Bittschreiben steht zu lesen, dass Vogl bei seinem Amtsantritt Bauschulden in Höhe von 1400 Gulden übernommen hat. Dazu kam noch die Verpflegung seiner Mutter und Geschwister, die Gesundheit des Geistlichen sei bereits angegriffen. Vogl war zu dieser Zeit bereits 70 Jahre. Und als Begründung heißt es weiter in dem Bittgesuch: „Für den Seelsorger wäre es besonders hat, wenn ihm sein einziges Gut, seine Ehre und Ruhe weggenommen würde.“ Das Ergebnis ist allerdings nicht bekannt. Der Seelsorger starb am 21. Juni 1794.

### Joseph Jansen
Er war „Mein Mönch von Thierhaupten“ und ließ sich gesundheitshalber nach Rohr in Niederbayern versetzen. Er ließ sich dann säkularisieren und wurde Professor der Moral und übernahm die Pfarrei zu Möhring bei Vohburg, dann zu Hornbach bei Landshut und zu Manching. 1794 übernahm er die Pfarrei Zell. 1799 ereilte ihn der Tod auf dem Heimweg in einer Chaise (Pferdekutsche) zwischen Längenmühle bei Neuburg-Donau und dem Rödenhof.

### Heinrich Bihl
1799 kam er als Pfarrer nach Zell. Seine große Aufgabe war es, den Pfarrhof zu sanieren. Im Jahre 1822 ist er gestorben.

### Peter Karg
Auch über diesen Seelsorger hüllt sich manches Schweigen. Er kam 1876 nach Zell. 1889 setzte er sich unbewusst ein Denkmal, denn am 16. Juni hatte er zur Gründung einer Raiffeisengenossenschaft geladen. Sein Ruf hatte Erfolg, 40 Gründungsmitglieder sind eingetragen. Zell besaß damit die dritte Raiffeisenkasse im Landkreis.
Inzwischen hatte sich der Geistliche großes Ansehen und eine Beliebtheit erworben. Am 11. August 1901 feierte er in der Pfarrkirche sein 25-jähriges Ortsjubiläum im Beisein vieler Geistlicher und weltlicher Prominenz, darunter auch Geistliche anderer Konfessionen. Domkapitular Bernhard Käufel, einst Pfarrer von Weichering, unterstrich mit seiner Anwesenheit die Bedeutung des Jubiläums. Die Gemeinde setzte die weltliche Feier fort. Die Rede war dabei von einem Friedensapostel mit echt christlicher Toleranz. Dabei ernannten ihn die beiden Gemeinden von Zell und Bruck zu ihrem Ehrenbürger. Eine Streichmusik des 15. Infanterieregiments aus Neuburg bereicherte das Jubiläum. Nach 37 Jahren Tätigkeit als Pfarrer von Zell starb er 1912.

### Willibald Reisch
Geboren am 12. März 1872 in Neuburg an der Donau, besuchte hier er das Gymnasium und bereitete sich anschließend im Seminar in Dillingen auf den geistlichen Beruf vor. Am 25. Juli 1897 empfing der die Priesterweihe. Am 15. August, Maria Himmelfahrt, damit zugleich das Patrozinium der Hofkirche, feierte der Neupriester seine Primiz. Im Gasthof zur Post in Neuburg setzte sich die weltliche Feier fort, die von der Neuburger Regimentskapelle musikalisch umrahmt wurde. Am 27. August 1897 trat er die erste Station als Hilfspriester in Steinekirch, Dekanat Dinkelscherben, an. Am 21. Dezember 1897 wurde er Kaplan in Schwabmünchen, am 17. August 1899 Benefiziumsvikar in Ellgau und am 10. April 1902 Pfarrer von Druisheim.
Am 8. Februar 1912 übernahm Reisch die Pfarrei Zell. Per Bahn kam er auf dem Bahnhof Rohrenfeld an. Dort wurde er durch eine bereitstehende Chaise durch Bruck nach Zell kutschiert, eskortiert von Reitern.
Sein Leben war von Höhen und Tiefen begleitet und eingebettet in zwei Weltkriege. Die Glocken wurden 1917 und 1942 vom Turm genommen. Eine harte Schicksalszeit hatte er gegen Ende des Zweiten Weltkrieges. Er musste das Pfarrhaus in Zell verlassen, es war wegen der Bombenangriffe nicht mehr bewohnbar. Täglich marschierte er von Karlshuld nach Zell um die Gottesdienste zu zelebrieren und die Toten zu bestatten. Auch die Kirche hatte schwere Blessuren erhalten.
Zu den Stationen der Freude zählten 1913 die Weihe der Brucker Kapelle und die Glockenweihe 1933. Am Freitag, 25. Juli 1947 war das Goldene Priesterjubiläum ein Jubelfest. 1952 war die Einweihung der Horntaschbrücke, wiederum ein Fest. Zugleich ernannte ihn die Gemeinde Zell zum Ehrenbürger. Pfarrer Reisch war damals mit seinen 80 Jahren der älteste aktive Geistliche im Landkreis. Sein Diamantenes Priesterjubiläum feierten die Gläubigen der Pfarrei Zell mit ihm im Priesterhospiz St. Augustin in Neuburg an der Donau. Am 9. November 1958 ist der 86-jährige Pfarrer nach langem Leiden gestorben und wurde unter großer Anteilnahme der Bevölkerung beigesetzt.

### Georg Reiner – der letzte Ortspfarrer von Zell

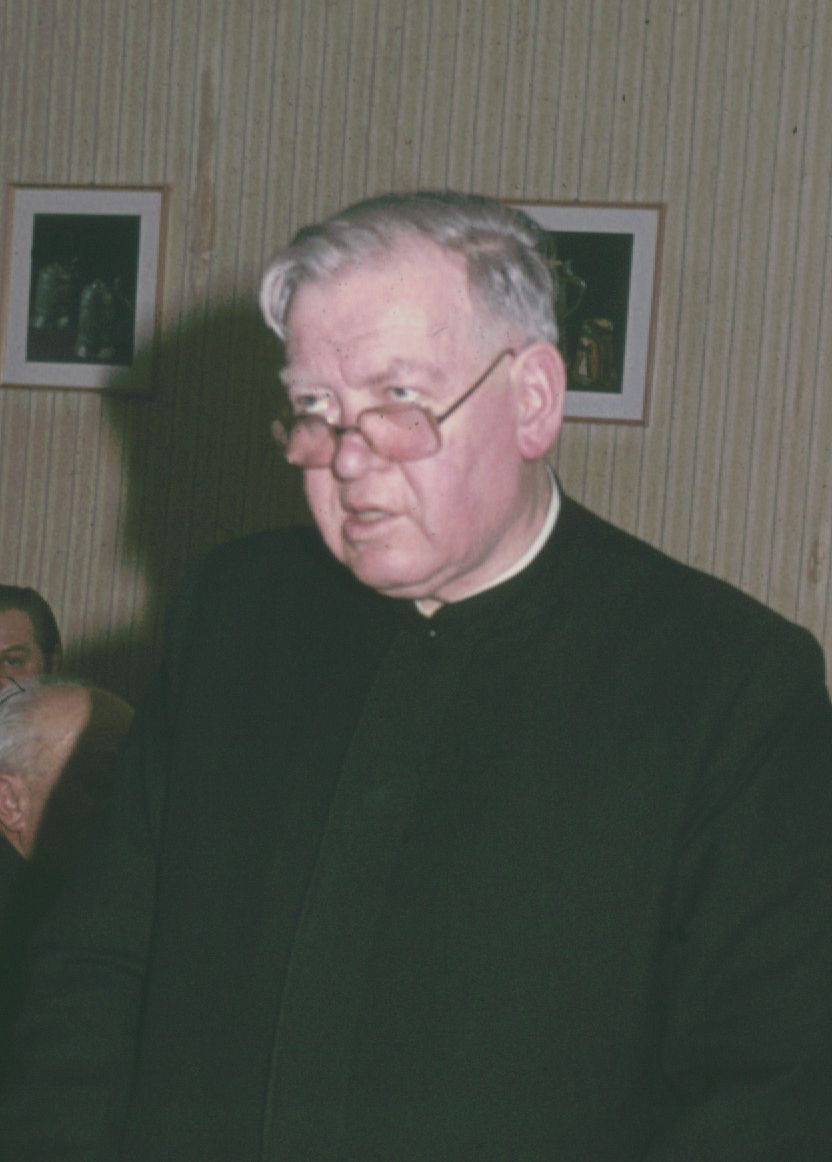
Pfarrer Georg Reiner von Zell

Geboren am 17. Januar 1912 in Igenhausen im Landkreis Aichach, war das älteste von sieben Kindern und besuchte hier auch die Volksschule. Seine Eltern betrieben eine kleine Landwirtschaft und ein Kolonialwarengeschäft. Mit 14 Jahren entschied er sich für das Studium und kam nach Dillingen. Ab der neunten Klasse wechselte er ins Gymnasium bei St. Stephan in Augsburg. Dort machte er das Abitur und kehrte zum Theologiestudium wieder nach Dillingen zurück.
14 Tage vor der Priesterweihe erreichte ihn der Stellungsbefehl zum Reichsarbeitsdienst. An Weihnachten wurden ihm nach vielen Telefonaten vier Tage Sonderurlaub gewährt. Unter bescheidenen Verhältnissen konnte er damit am Heiligen Abend 1940 mit weiteren vier Alumnen die Priesterweihe im Antoniushaus in Augsburg empfangen. Die Primiz feierte er am 1. Weihnachtsfeiertag 1940. Erlaubt war ein Festzug vom Elternhaus zur Kirche. Es wurde eine kirchliche Feier ohne weltlichen Pomp.
Die nächste Station war die Ostfront (Russland) als Sanitäter, vor allem im Kaukasus. Erst am 13. November 1948 kam er aus sibirischer Kriegsgefangenschaft zurück, anschließend war Reiner Kaplan von Kirchheim und ab 1. Dezember 1953 Benefiziumsvikar in Mindelheim. Am 25. März 1954 übernahm er die Pfarrei Zell. Der Geistliche war seit 1974 für längere Zeit auch Schuldekan, musste dieses Amt aber aus gesundheitlichen Gründen später aufgeben. 1976 erfolgte durch Bischof Stimpfle die Ernennung zum Geistlichen Rat.
Zu den großen Aufgaben zählten die Renovierungen der Kirche und die Generalüberholung des Pfarrhofes. Er gründete in Zell den katholischen Frauenbund und war acht Jahre der Vorsitzende des Sportvereins Zell/Bruck. Der Verein ernannte ihn zum Ehrenvorstand. Er stellte auch der Katholischen Pfarrjugend im Pfarrhaus einen Gruppenraum zur Verfügung.
1972 feierte er mit seiner Pfarrei den 60. und 1977 den 65. Geburtstag. 1979 beging er mit der Pfarrei das 25-jährige Ortsjubiläum. Am 13. November 1980 entriss ihn der Tod ganz jäh. In der Pfarrkirche war der Tote aufgebahrt und ein großes Trauergeleite nahm Abschied von einem langjährigen Seelsorger.